# Ørslev Sogn (Slagelse Kommune)
 For alternative betydninger, se Ørslev Sogn. (Se også artikler, som begynder med Ørslev Sogn)
Ørslev Sogn er et sogn i Slagelse-Skælskør Provsti (Roskilde Stift).
I 1800-tallet var Sønder Bjerge Sogn anneks til Ørslev Sogn. Begge sogne hørte til Vester Flakkebjerg Herred i Sorø Amt. Ørslev-Sønder Bjerge sognekommune gik inden kommunalreformen i 1970 med i forsøget på at danne en Holsteinborg Kommune, men den blev for lille. Ved selve reformen blev Ørslev-Sønder Bjerge indlemmet i Skælskør Kommune, der ved strukturreformen i 2007 indgik i Slagelse Kommune.
I Ørslev Sogn ligger Ørslev Kirke.
I sognet findes følgende autoriserede stednavne:
- Flintholm (areal)
- Fuglehøj (areal)
- Glænø (areal, bebyggelse, ejerlav)
- Kildehuse (bebyggelse)
- Kirkeskov (areal)
- Næbbet (areal)
- Ormø (areal)
- Sandholm (areal)
- Sibberup (bebyggelse, ejerlav)
- Skåningehoved (areal)
- Snedinge (ejerlav, landbrugsejendom)
- Stubberup (bebyggelse, ejerlav)
- Vesterfed (areal)
- Ørslev (bebyggelse, ejerlav)
- Østerfed (areal)